# Снегоплавильная установка

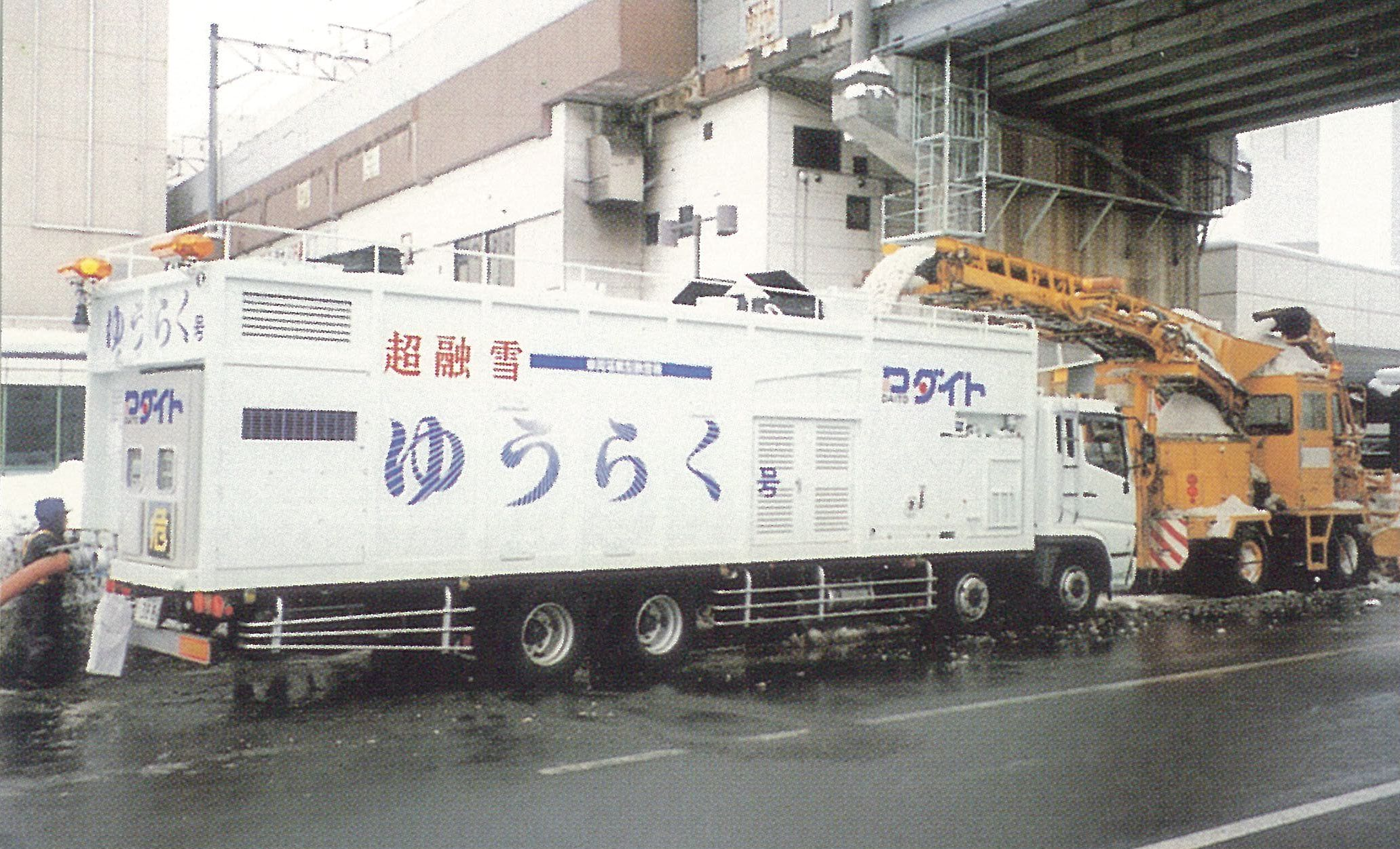
Мобильная снегоплавильная установка в Саппоро, Япония.

Снегоплавильная установка (снеготаялка) — устройство для переработки (плавления) снега и слива полученной воды в канализацию или на землю. Снегоплавильные установки применяются там, где вывоз снега затруднен географически или нецелесообразен экономически. Снегоплавильни используются с XIX века.
Снегоплавильные установки могут быть как стационарные, так и мобильные. В качестве источника тепла для растапливания снега могут использоваться:
- Тепловая энергия канализации
- Сбросные воды ТЭЦ
- Теплосеть (при наличии свободных мощностей)
- Сжигание топлива: дизельного или иного органического
- Электрические нагревательные элементы
- Естественное таяние без дополнительных источников тепла

Одной из ключевых характеристик снегоплавильной установки является её производительность в виде количества снега, растопляемого в час.

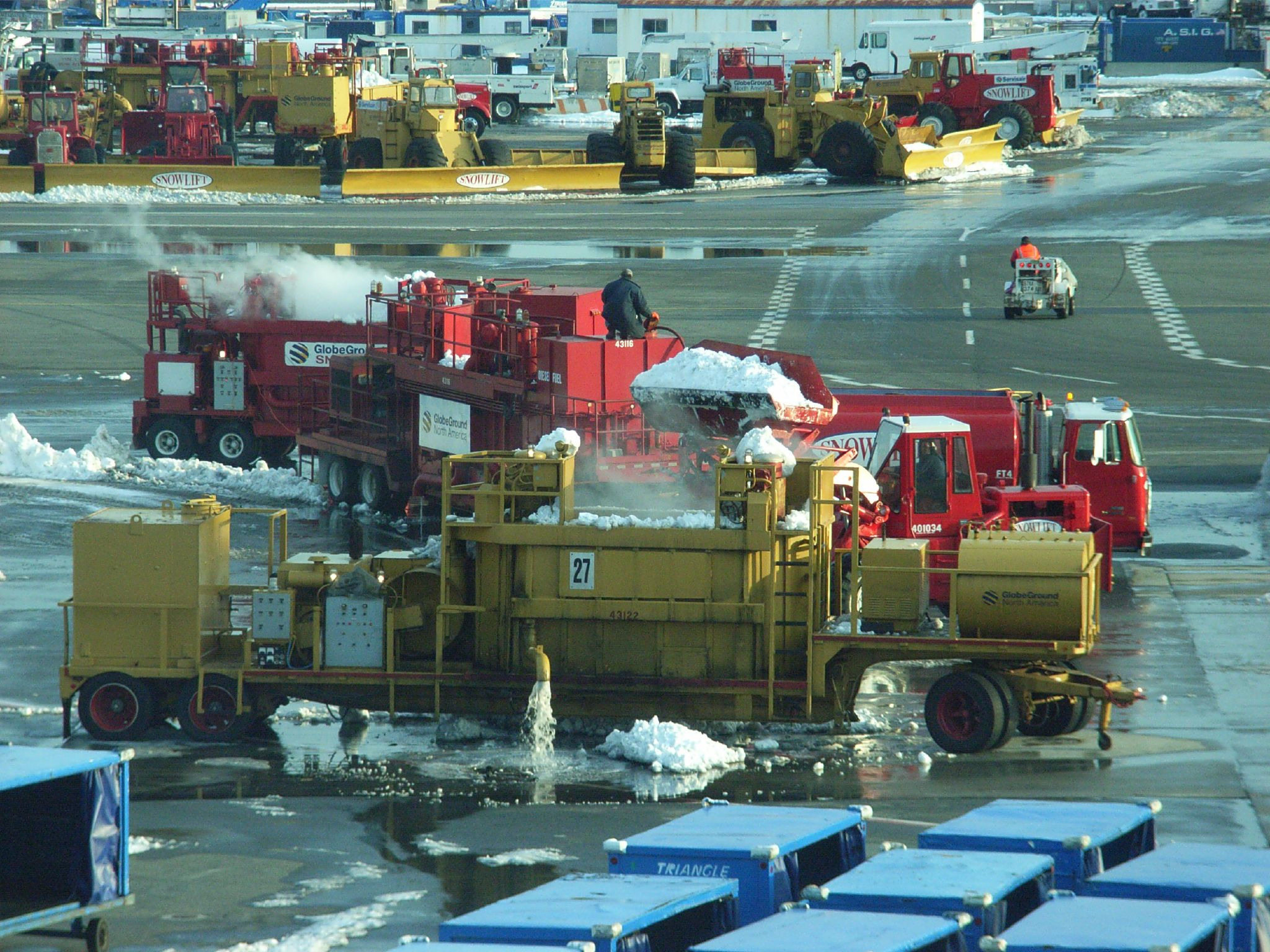
Три полумобильные снеготаялки в аэропорту Нью-Йорка, США

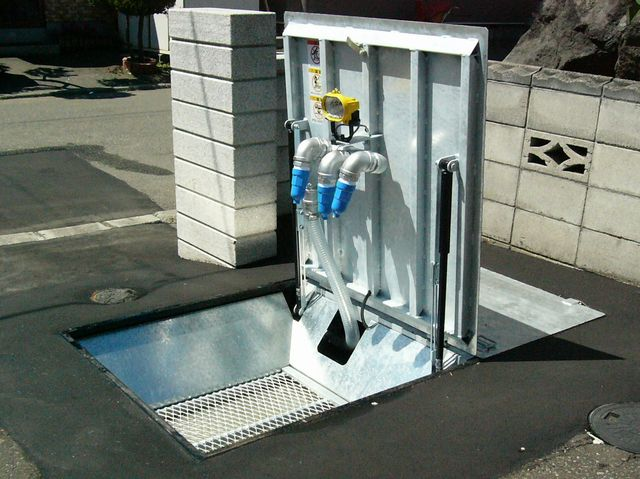
Стационарная снегоплавильная установка

## Сравнение с простым складированием снега
Для складирования до весны убранного зимой снега требуются площади. В то же время стоимость земли в крупных городах может быть весьма значительной или вообще складирование может быть запрещено по экологическим соображениям, поскольку снег грязный, содержит дорожную грязь, антигололедные реагенты и приводит к загрязнению почв при таянии. Стоимость транспортировки снега к отдаленным территориям для складирования может делать использование снегоплавильных машин выгодным и менее энергозатратным.
На 2006 год в Москве работает 26 стационарных снегосплавных пунктов (ССП), использующих тепловую энергию канализации, и 4 ССП, использующих стоки ТЭЦ.
К зиме 2012—2013 годов количество ССП увеличилось до 35.
Базирование установки может быть на прицепе либо основано на системе мультилифт.
В аэропортах используются специальные системы для плавки снега и льда, загрязнённого противообледенительными средствами, в частности, производства компаний Aero Snow (используется в Чикаго, работает на авиационном топливе) и Trecan Combustion Limited (используется в аэропорту Торонто).

## Интересные факты
В конце XIX — начале XX века уличные снеготаялки были достаточно привычным атрибутом зимнего Петербурга. Выглядели они как большие деревянные ящики, внутри которых располагался железный шатер с дровами.